# Luge biplace masculine aux Jeux olympiques de 2022
Navigation
Pyeongchang 2018 Milan-Cortina 2026
L'épreuve de luge double des Jeux olympiques d'hiver de 2022 a lieu le 9 février 2022. Bien que l'épreuve est dite ouverte, les duos sont tous masculins.

## Déroulement de la compétition
La coupe du monde de luge 2021-2022 a vu le sacre des allemands Toni Eggert / Sascha Benecken qui totalisent 5 victoires sur le circuit ; le podium était complété par les frères lettons Andris et Juris Šics avec trois victoires et les doubles médaillés olympiques allemands Tobias Wendl et Tobias Arlt.

## Calendrier
| Date      | Heure | Épreuve                      |
| --------- | ----- | ---------------------------- |
| 6 février | 15:06 | entraînement - Manche 1 et 2 |
| 7 février | 16:0  | entraînement - Manche 3 et 4 |
| 8 février | 8:00  | entraînement - Manche 5 et 6 |
| 9 février | 20:20 | Manche 1                     |
| 9 février | 21:35 | Manche 2                     |

## Médaillés
| Or                                               | Argent                                              | Bronze                                            |
| Tobias Wendl et Tobias Arlt (GER) 1 min 56 s 554 | Toni Eggert et Sascha Benecken (GER) 1 min 56 s 653 | Thomas Steu et Lorenz Koller (AUT) 1 min 57 s 065 |

## Résultats
| Rang                                | #  | Athlète                               | Nation       | Manche 1  | Manche 1 | Manche 2  | Manche 2 | Total     | Total     |
| Rang                                | #  | Athlète                               | Nation       | Temps (s) | Rang     | Temps (s) | Rang     | Temps (s) | Écart (s) |
| ----------------------------------- | -- | ------------------------------------- | ------------ | --------- | -------- | --------- | -------- | --------- | --------- |
| Médaille d'or, Jeux olympiques      | 5  | Tobias Wendl Tobias Arlt              | Allemagne    | 58.255 TR | 1        | 58.299    | 1        | 1:56.554  |           |
| Médaille d'argent, Jeux olympiques  | 2  | Toni Eggert Sascha Benecken           | Allemagne    | 58.300    | 2        | 58.353    | 2        | 1:56.653  | +0.099    |
| Médaille de bronze, Jeux olympiques | 11 | Thomas Steu Lorenz Koller             | Autriche     | 58.426    | 3        | 58.639    | 3        | 1:57.065  | +0.511    |
| 4                                   | 3  | Mārtiņš Bots Roberts Plūme            | Lettonie     | 58.628    | 5        | 58.791    | 5        | 1:57.419  | +0.865    |
| 5                                   | 1  | Andris Šics Juris Šics                | Lettonie     | 58.703    | 6        | 58.734    | 4        | 1:57.437  | +0.883    |
| 6                                   | 4  | Emanuel Rieder Simon Kainzwaldner     | Italie       | 58.602    | 4        | 58.995    | 7        | 1:57.597  | +1.043    |
| 7                                   | 10 | Tristan Walker Justin Snith           | Canada       | 58.895    | 7        | 59.023    | 8        | 1:57.918  | +1.364    |
| 8                                   | 8  | Alexander Denisyev Vladislav Antonov  | ROC          | 59.040    | 9        | 58.953    | 6        | 1:57.993  | +1.439    |
| 9                                   | 7  | Wojciech Chmielewski Jakub Kowalewski | Pologne      | 58.992    | 8        | 59.073    | 9        | 1:58.065  | +1.511    |
| 10                                  | 6  | Andrei Bogdanov Yuri Prokhorov        | ROC          | 59.376    | 11       | 59.132    | 11       | 1:58.508  | +1.954    |
| 11                                  | 15 | Zachary Di Gregorio Sean Hollander    | États-Unis   | 59.389    | 12       | 59.126    | 10       | 1:58.515  | +1.961    |
| 12                                  | 12 | Park Jin-yong Cho Jung-myung          | Corée du Sud | 59.361    | 10       | 59.366    | 12       | 1:58.727  | +2.173    |
| 13                                  | 9  | Tomáš Vaverčák Matej Zmij             | Slovaquie    | 1:00.138  | 15       | 59.704    | 13       | 1:59.842  | +3.288    |
| 14                                  | 13 | Vasile Gîtlan Darius Şerban           | Roumanie     | 59.694    | 13       | 1:00.243  | 16       | 1:59.937  | +3.383    |
| 15                                  | 14 | Ihor Stakhiv Andrii Lysetskyi         | Ukraine      | 59.983    | 14       | 1:00.080  | 15       | 2:00.063  | +3.509    |
| 16                                  | 17 | Filip Vejdělek Zdeněk Pěkný           | Tchéquie     | 1:00.248  | 16       | 59.869    | 14       | 2:00.117  | +3.563    |
| 17                                  | 16 | Huang Yebo Peng Junyue                | Chine        | 1:00.732  | 17       | 1:00.840  | 17       | 2:01.572  | +5.018    |